# John A. Todd
John Arthur Todd (23 de agosto de 1908 – 22 de diciembre de 1994) fue un geómetra británico. Nació en Liverpool, y fue al Colegio de Trinidad de la Universidad de Cambridge en 1925. Investigó bajo la observación de H.F. Baker, y en 1931 tomó una posición en la Universidad de Mánchester. Se hizo conferenciante en Cambridge en 1937. Permaneció en Cambridge el resto de su vida laboral.
La clase de Todd en la teoría de la dimensión más alta del teorema de Riemann-Roch es un ejemplo de una clase característica (o, con más exactitud, un recíproco de una) que fue descubierto por Todd con el trabajo publicado en 1937. Usó los métodos de la escuela italiana de geometría algebraica. El proceso Todd-Coxeter para la enumeración coset es un método principal de álgebra computacional, y data de una colaboración con H.S.M. Coxeter en 1936. En 1954 él y G. C. Shephard clasificaron los grupos complejos de reflexión finitos.
- Datos: Q364575